# Garbiñe Abasolo
Garbiñe Abasolo García (Bilbao, 17 de mayo de 1964) es una modelo y empresaria española, elegida Miss España en 1984 y Miss Fotogenia en el certamen de Miss Europa y Miss Universo.

## Biografía
Garbiñe Abasolo comenzó su carrera cuando participó en el certamen de belleza Miss España representando a Euskadi, donde se coronó como ganadora. Tras haber obtenido el título, participó en Miss Universo y Miss Europa, donde obtuvo el reconocimiento de Miss Fotogenia 1984 (siendo la única europea en ostentar ambos títulos). 
Su proyección le aportó numerosos proyectos como modelo internacional, y hasta el año 1992 trabajó con las mejores firmas en Japón, Paris, Londres o Alemania. Países en los que desfiló para diseñadores de gran prestigio en el mundo de la moda como Christian Dior, Valentino, Loewe, Tokyo Collection, Jesús del Pozo, Chantal Thomas, Devota y Lomba y un largo etcétera. 
Durante esta época también protagonizó varias campañas publicitarias a nivel internacional (Harrods, SOGO Department Stores, SEAT Ibiza, o Tío Pepe) y estuvo presente en las publicaciones de moda más importantes tanto nacionales como internacionales (TELVA, Blanco y Negro, Elle U.K, Harpers Bazar, Colleccione…)
En 1992, y en paralelo a su etapa como modelo, empezó a formar parte de Grupo Malla de Publicidad como Directora de Marketing Directo, donde dirigió diversas campañas promocionales de lanzamiento en España, así como la producción de varios eventos.
Durante los años siguientes fue presentadora del programa de televisión “Estoy de moda” de Euskal Telebista (ETB), y realizó diversas colaboraciones con cadenas como Telecinco, Antena 3, TVE y diferentes canales autonómicos. Asimismo fue organizadora del concurso de Miss Euskadi durante varias ediciones. En el mundo radiofónico, colaboró en ‘El programa de Ana’ en Punto Radio durante las temporadas de 2006 y 2007 y fue locutora de Radio Popular en Murcia. En 2010 y 2011 fue candidata a los premios FEDEPE (Federación Española de Mujeres Directivas Ejecutivas Profesionales y Empresarias) en la categoría de Mujer Empresaria. 

## Vida personal
En 1996 se casó con Enric Gispert Ornosa, con el que ha tenido dos hijos: Julen Gispert y Olaia Gispert.

## Sucesión de Miss España
| Predecesora: Ana Isabel Herrero García | Miss España 1984 | Sucesora: Teresa Sánchez López |

- Datos: Q3755450
- Multimedia: Garbiñe Abasolo / Q3755450